# Konradsiedlung-Wutzlhofen
Konradsiedlung-Wutzlhofen ist der Stadtbezirk 05 von Regensburg. Der Stadtbezirk liegt ca. 1 km nördlich des Stadtbezirks 07 Reinhausen und damit 2 km nördlich der Donau und 3 km nördlich der Altstadt von Regensburg. Der Stadtteil Konradsiedlung-Wutzlhofen selbst erstreckt sich über ca. 3 km westlich der von Süd nach Nord verlaufenden Bahntrasse Regensburg–Hof, die den Stadtteil vom Stadtteil 09 Schwabelweis östlich der Bahntrasse trennt.
Südlich des alten Dorfes Wutzlhofen entstand in den Jahren von 1933 bis 1943 unter dem NSDAP-Bürgermeister Otto Schottenheim eine große Neubausiedlung, die nach dem Bürgermeister als Schottenheim-Siedlung bezeichnet wurde. Nach Kriegsende wurde die Siedlung in Konradsiedlung umbenannt, jedoch hielt sich der alte Name noch jahrelang.

## Geschichte

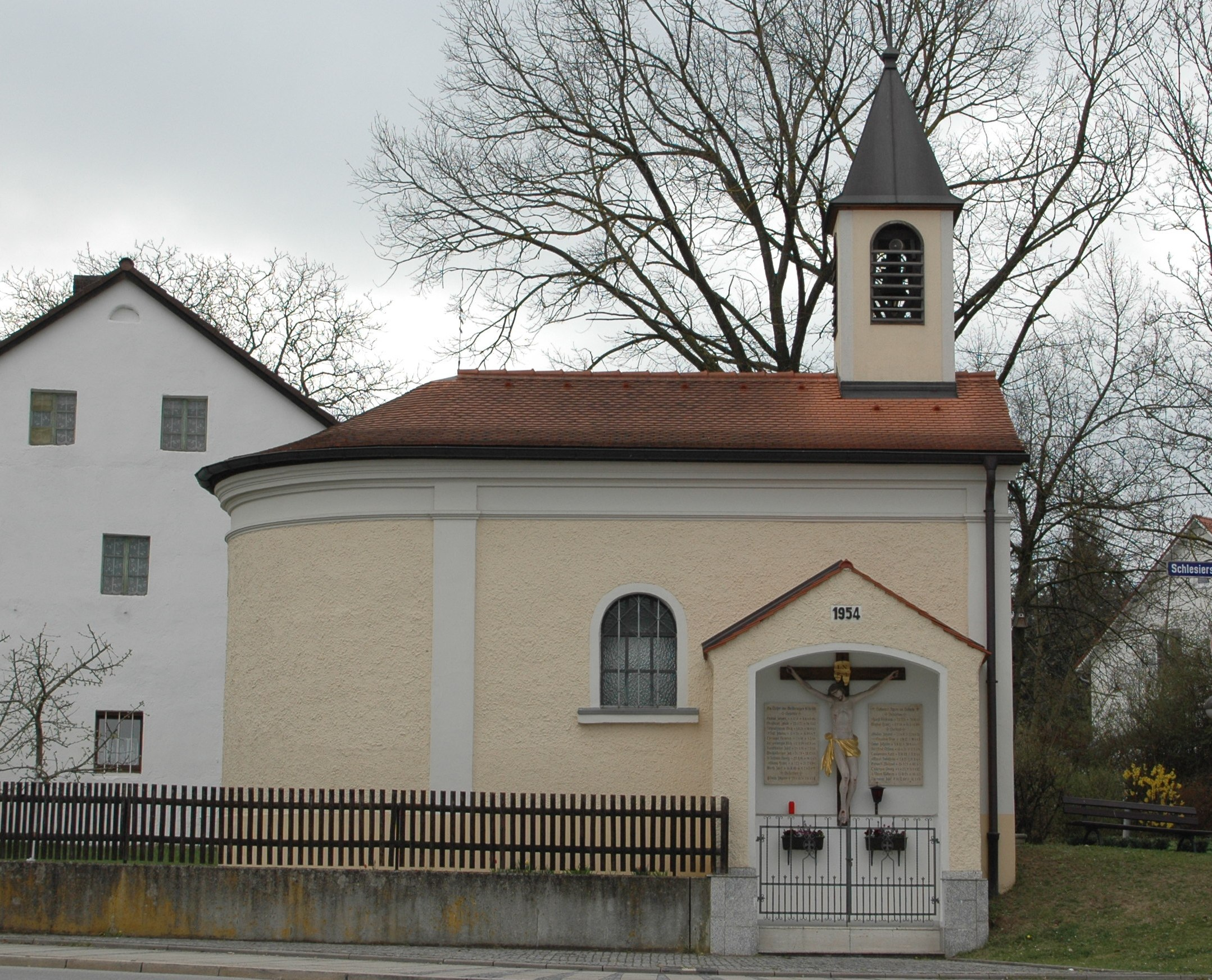
Kapelle St. Maria in Wutzlhofen

### Wutzlhofen
Der kleine Ortsteil Wutzlhofen, dessen Name heute auch als Straßenname genutzt wird, beschließt den Stadtteil im Norden. Der Ortsteil ist wesentlich älter als die Konradsiedlung und ist erstmals schon 1224 mit dem Namen „Wuzenhoven“ nachweisbar als im Besitz des Domkapitels Regensburg befindlich. In Wutzlhofen gab es damals zwei große Gutshöfe, den sog. Oberen Hof (heute Nr. 19) und den sog. Unteren Hof (heute Nr. 29) und außerdem mehrere Söldneranwesen. Die beiden Höfe hatten die Verpflichtung, Naturalien an das Domkapitel zu liefern. Die ehemaligen Besitzer der Höfe sind teilweise anhand von alten Wappen namentlich nachweisbar. Die heutigen Gebäude entstanden Anfang des 19. Jahrhunderts aus Vorgängerbauten.
Bereits 1859 wurde Wutzlhofen an die Bahnstrecke Regensburg–Weiden angebunden und erhielt in der Folge Anbindungen an die Städte Nürnberg, Eger und Hof. Ab 1912 zweigte die Strecke der Lokalbahn von Regensburg nach Falkenstein in Wutzlhofen Richtung Osten ab. Die Verbindung wurde 1984 eingestellt und die Trasse zu einem Wander- und Radweg umgebaut, der als Falkenstein-Radweg bekannt ist.
Die Gemeinde Sallern mit den Orten Gallingkofen, Haslbach, Oedenthal, Sallermühle, Vogelherd und Wutzlhofen wurde am 1. April 1924 in die Stadt Regensburg eingemeindet.

### Konradsiedlung
Die den Stadtteil bildende große Siedlung, erhielt ihren heutigen Namen Konradsiedlung nach dem Patron der Siedlungskirche St. Konrad erst nach dem Zweiten Weltkrieg. Errichtet wurde die Siedlung bereits vor dem Krieg, in den Jahren nach 1933 am Beginn der Zeit des Nationalsozialismus. Damals erhielt die Siedlung den Namen Schottenheimsiedlung, nach dem damaligen Regensburger NSDAP-Bürgermeister Otto Schottenheim, der den Bau der Siedlung angeregt und betrieben hatte, nachdem er seinen Vorgänger Otto Hipp, den gewählten Oberbürgermeister der Bayerischen Volkspartei (BVP), in einer putschartigen Aktion mit Hilfe einer örtlichen SA-Gruppe aus dem Amt entfernt hatte und in Schutzhaft nehmen ließ.

#### Bauplanung
Der Bau von Wohnsiedlungen war als staatliche Aufgabe bereits in der Weimarer Verfassung von 1919 verankert und war dadurch zu einem Bestandteil staatlicher Sozialpolitik geworden, bei der die Familie im Mittelpunkt stand. Dabei kamen nach 1920 zunehmend auch die Folgen der beginnenden Weltwirtschaftskrise in den Blick. Der Bau von Eigenheimen wurde zu einem Mittel gegen die Arbeitslosigkeit und der Besitz von Haus und Grund sollte sozial versöhnend wirken. In diesem Sinne machte eine Notverordnung des Reichspräsidenten vom 6. Oktober 1931 den Bau von vorstädtischen Kleinsiedlungen zu einem Programm, das von der NSDAP 1932 als Generalsiedlungsplan übernommen wurde. Die Finanzierung des Siedlungsplans war abhängig vom Wirtschaftsplan. Diese Art der Baufinanzierung unterscheidet die in der Zeit des Nationalsozialismus geplanten Wohnsiedlungen – neben der Konradsiedlung auch noch die Siedlung Westheim – von der anderen zu dieser Zeit in Regensburg geplanten und errichteten großen Werkssiedlung, der Ganghofer Siedlung, deren Bau allein von der Messerschmitt GmbH finanziert werden musste.

#### Ausgangsbedingungen, Erwartungen
Die Stadt Regensburg hatte Anfang 1933 ca. 81.000 Einwohner. Während sich nach 1860 das gehobene Bürgertum nach Abbruch der Stadtmauern außerhalb der Altstadt umgeben von den neuen Parkanlagen an den neu entstandenen Ausfallstraßen angesiedelt hatte, war die Altstadt zu einem dicht bevölkerten Wohnquartier für die unteren sozialen Schichten geworden. Neben ca. 6.000 Arbeitslosen gab es zusätzlich noch 4.000 Wohnungslose und die Lebensbedingungen in der Altstadt waren wegen vieler Bauarbeiten (Kanalbau, Gas- und Wasserversorgung, Elektrifizierung, Straßenbahn) schwierig.
Im März 1933 verkündete der kommissarische NSDAP-Bürgermeister Schottenheim gemäß dem Wirtschafts-Sofortprogramm der NSDAP seine Pläne zur „Errichtung einer Eigenheim-Siedlung zur Entproletarisierung des schaffenden Volkes“. Er beschrieb sein Vorhaben als eine Maßnahme von der alle Betroffenen positive Auswirkungen zu erwarten hätten:
- Aufbruch dichtbevölkerter Wohngebiete als den Orten von sozialen Unruhen und des politischen Widerstandes
- Rückführung entwurzelter Menschen zum eigenen Grund und Boden, Steigerung des Sozialprestiges durch Besitz eines Eigenheims
- Sicherung des sozialen Friedens durch Arbeitsbeschaffung für die durch Eigenheimbesitz immobil gewordene Bevölkerung
- Verringerung der Gefahr von Nahrungskrisen durch Selbstversorgung aus dem eigenen Garten
- Bei Vollbeschäftigung war von den Bewohnern eine gesteigerte Bereitschaft zur Industriearbeit zu erwarten
- Entlastung der öffentlichen Kassen durch die beim Bau geforderte Selbsthilfe und Selbstbeteiligung
- Verbesserung der schlechten Wohnverhältnisse in der Altstadt von Regensburg.

Die Siedlung war geplant als eine „völkische Gemeinschaftssiedlung“ und als nationalsozialistische Mustersiedlung, deren Bau die Wohnungsnot beheben sollte. Anfänglich war die Siedlung für 22.000 Personen geplant, eine Zahl, die nach Kriegsbeginn nicht mehr erreicht werden konnte und sich auf 4539 Bewohner reduzierte.
Bei der Grundsteinlegung am 17. September 1933 beschrieb Bürgermeister Schottenheim die Ziele des Siedlungsbaus emotional und betonte, dass nicht nur nüchtern und zweckmäßig Häuser zur Beseitigung der Wohnungsnot gebaut werden sollten, sondern dass ein neues städtisches „Gemeinwesen, eine neue Stadt entstehen solle, beherrscht vom Geist der Kameradschaft und der Treue und nur geeignet für gute Kameraden, als Keimzelle eines neuen Staates, zur Freude der Siedler, zur Ehre der Stadt und des deutschen Vaterlandes.“ Die Baumaßnahme wurde auch weithin  öffentlich gemacht, indem der Holzbildhauer und spätere Stadtfotograf Christoph Lang den Auftrag bekam, ein Modell der geplanten Siedlung anzufertigen, das dann auf drei Ausstellungen in Tokio, Leipzig und Berlin präsentiert wurde.

#### Erste Bauphase

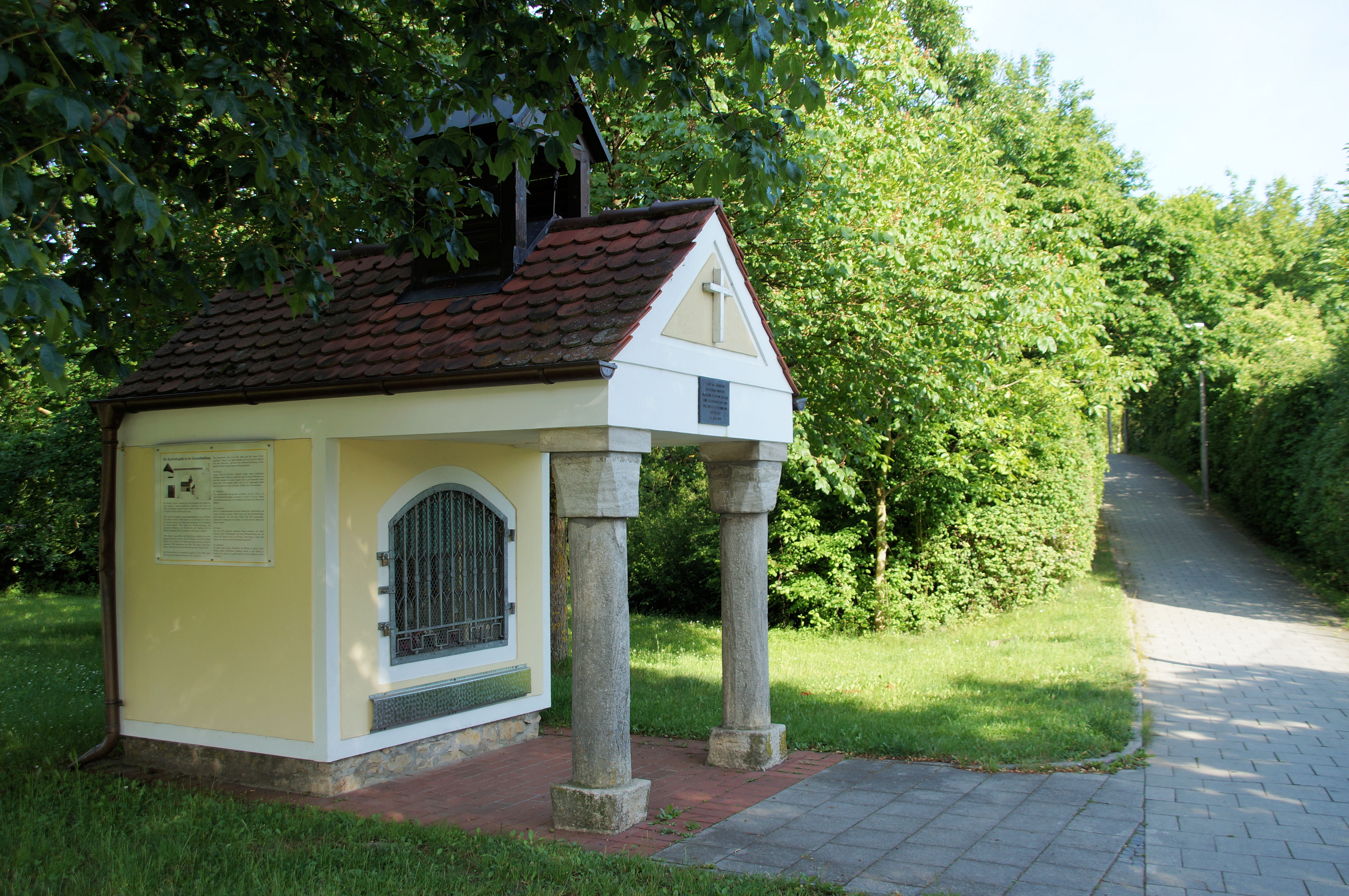
Ehem. Hofkapelle des Harthofs

Die Siedlungshäuser der ersten Bauphase entstanden im Süden des Stadtteils, am Fuße der Jurahänge des Stadtteils Brandlberg-Keilberg westlich entlang der heutigen Bahnlinie nach Hof. Dort gab es einen Gutshof, genannt Harthof, der bereits 1031 als im Besitz von Kloster Sankt Emmeram nachweisbar ist. Das Areal des Guts gehörte bis 1924 zur Gemeinde Schwabelweis und wurde dann nach Regensburg eingemeindet. Der Gutsherr Michael Zahnweh, der das Gut von 1801 bis 1863 bewirtschaftete, hatte hier um 1850 eine Kapelle erbauen lassen.
Nach dem Abbruch der Gutsgebäude des Harthofs wurden die ersten Siedlungshäuser im Spätsommer 1933 von arbeitslosen Siedlern in Eigenleistung erbaut. Es entstanden westlich entlang der heutigen Bahntrasse Regensburg–Hof Häuser für 265 Siedlerstellen als Doppelhälften mit jeweils 50 m², auf Grundstücken von durchschnittlich 1000 m² zur Nutzung als Gartenfläche. Die Finanzierung erfolgte durch Reichsdarlehen und durch Darlehen aus einem städtischen Siedlungsfonds. Rückzahlungen erfolgten durch monatliche Tilgungen, wobei die eigene Mitarbeit bei den Tilgungszahlungen angerechnet wurden.
Die Kapelle des Harthofs überlebte die erste Bauphase, wurde dann aber 1985 um ca. 100 m westlich versetzt. Die im volkstümlichen Stil geschnitzten Heiligenfiguren in der Kapelle stammen von dem in der Siedlung ansässigen Bildhauer Max Reiger.
Am Nordende des Harthofareals wurde die Schule gebaut, die damals nach Hans Schemm dem NSDAP-Gauleiter Hans-Schemm-Schule genannt wurde. Seit 1945 nennt sich die Schule Konrad-Schule.

#### Zweite Bauphase
Die zweite Bauphase für 185 Siedlerstellen begann 1935 westlich der ersten Siedlungshäuser im Bereich der flachen Höhenkuppe Am Flachlberg. Hier war die Südhanglage so günstig, dass auch Privatleute Eigenheime als freistehende Einfamilienhäuser durch Baufirmen errichten ließen.  Beide Siedlungsteile hatten jeweils einen großen Marktplatz in der Mitte. Beim Platz Am Flachlberg wurde die noch heute bestehende Gaststätte Am Flachlberg errichtet. Am Nordende des Flachlberges wurde die Kirche gebaut, die allerdings über keinen eigenen Friedhof verfügte. Angehörige der Pfarrei wurden deshalb auf dem Friedhof der Pfarrei St. Josef (Reinhausen) bestattet.
Am Fuß der Höhenkuppe des Flachlbergs entstand das Kinder- und Schwesternheim der Nationalsozialistischen Volkswohlfahrt, (NSV) heute der Kindergarten St. Konrad.

#### Dritte Bauphase
Die dritte Bauphase begann ab 1936/37 nördlich der Ost-West verlaufenden Brandlberger Straße und umfasste ein Gebiet mit dem Flurnamen Reicher Winkel, benannt nach der Reinhausenener  Familie Reich. Das Baugebiet in sonniger Südhanglage erwies sich als sehr beliebt, auch weil es bereits an das städtische Gasnetz angeschlossen war und weil die Gärten klein waren und nicht mehr durch Eigenbau selbst bestellt werden mussten. Außerdem hatte sich die allgemeine Wirtschaftslage stabilisiert. Die Bewerber stammten meist aus der Mittelschicht (Lehrer, Beamte, städtische Angestellte, Freiberufler) und die recht komfortablen Häuser mit Badezimmern wurden von ihnen privat finanziert.

#### Weitere Bauphasen, Endzustand 1940
Weitere Bauabschnitte wurden ab 1937/38 im nördlichen Abschnitt des Gebiets Reicher Winkel begonnen, aber während des Krieges bis zum Kriegsende nur teilweise und in sehr unterschiedlichen Bauweisen fertiggestellt. Hier entstanden auch komfortable Eigenheime für Betriebsangehörige des benachbarten Kalkwerks Buechl.
Das Straßennetz in der Gesamtsiedlung wurde vom Reichsarbeitsdienst angelegt und dem hügeligen Gelände dadurch angepasst, dass gerade verlaufende Straßenzüge vermieden wurden.
Als die Baumaßnahmen nach Kriegsbeginn im Oktober 1941 eingestellt wurden, zählte man 4539 Bewohner bei 961 Haushalten, von denen es sich in 827 Fällen um sog. Siedlerstellen mit Eigenheim und Garten auf 1000 m² handelte.

#### Soziale Folgen
Am Ende der Bauphasen war die Siedlung so groß geworden und hatte eine solche Bedeutung gewonnen, dass sich bei den Bewohnern das anfängliche Gefühl, als Randgruppe von der Stadt abgeschnitten und isoliert worden zu sein, deutlich abgeschwächt hatte, obwohl alle Bewohner weiterhin von der schlechten Verkehrsanbindung betroffen blieben. Die Anbindung der Siedlung an die Stadt blieb weiterhin schlecht, auch nachdem im Oktober 1933 die bisherige Endhaltestelle der Straßenbahn von Stadtamhof Zentrum um ca. 1 km weiter nach Osten verlagert wurde, über die Reinhausener Regen-Brücke hinaus bis hin zur damals ebenfalls neu festgelegten Endhaltestelle der Walhallabahn an der Kreuzung von Reinhauserstr. mit Donaustauferstr nahe der Pfarrkirche. Diese Endhaltestelle war nach wie vor gut 2 km entfernt von der Harthofsiedlung. Mit 4 km doppelt so weit war der Fußweg zur Altstadt über die Steinerne Brücke. Auch die Inbetriebnahme der Nibelungenbrücke brachte 1937/38 keine Verkürzung des Fußweges zur Altstadt.
Hinweise zur sozialen Zusammensetzung der Bewohner der Siedlung im Jahr 1937 ergeben sich aus Angaben zu den Berufen der Bewohner: Arbeiter 68 %, Beamte und Pensionisten 21 %, Kriegsbeschädigte und Erwerbslose 4 %, Witwen 2 %, Freiberufler 5 %. Jedoch ist die Feststellung wichtig, dass innerhalb der großen Gesamtsiedlung keine Vermischung sozial unterschiedlicher Gruppen im Sinne der von der NSDAP propagierten Ideologie der Volksgemeinschaft stattgefunden hatte. Vom Siedlungsbereich Harthof im Osten zum Siedlungsbereich  Reicher Winkel im Westen gab es eine deutliche Erhöhung der Wohnqualität, weil sich im Laufe der Jahre von 1933 bis 1939 für die Bewerber um Siedlungsstellen die wirtschaftlichen Rahmenbedingungen verbessert hatten. Statt der anfänglichen arbeitslosen Arbeiter waren im Laufe der Jahre vermehrt verbeamtete Mittelständler Siedler geworden.
Die entstandenen sozialen Unterschiede in den Siedlungsbereichen wurden auch nicht durch Einrichtung von zentralen Lebensmittelversorgungsstellen gemildert, denn jeder einzelne Siedlungsbereich verfügte bei der Versorgung mit Lebensmitteln über eine eigene Infrastruktur. Auch gab es im Siedlungsbereich Harthof eine Verdichtung von sozialen Einrichtungen, wie Kindergarten, Schule, Ärztehaus und Kirche. Das führte dazu, dass sich die Harthof-Siedler, auch weil sie die zeitlich ersten Siedler waren, als die echten, ursprünglichen Siedler fühlten. Für sie gab es zusätzlich auch gemeinsame Probleme, die den Zusammenhalt förderten. So konnte man beispielsweise in der Siedlung keinen Arbeitsplatz finden, weil die Ansiedlung von Betrieben strikt verboten war. Sogar der Verkauf des von den Harthof-Siedlern im Garten selbst angebauten Gemüses war nicht erlaubt.

#### War die Siedlung eine „völkische Siedlung“?
In Regensburg hatte die starke Wohnungsnot dazu geführt, dass die Siedlung als Eigenheimsiedlung für Erwerbslose, sozial Schwache, und kinderreiche Familien geplant war, eine Planung, die in der ersten Bauphase auch verwirklicht wurde. Nach Ablauf der ersten Bauphase stand die Siedlung dann aber allen Bevölkerungsschichten offen und erwarb allein schon deshalb bei der Bevölkerung den Ruf einer „völkischen Gemeinschaftssiedlung“. Jedoch entsprach diese nur auf sozialen Aspekten beruhende Nutzung des Begriffs völkisch nicht dem in der NSDAP üblichen Gebrauch des Begriffs „völkisch“. Schon in der Gründungsphase der NSDAP wurde der Begriff und einflussreichste im nationalistischen Sinne und auch rassistisch ausgrenzend genutzt, so wie es damals im Deutschvölkischen Schutz- und Trutzbund üblich war, dem Verband, der zur Zeit der Gründung der NSDAP als größter antisemitischer Verband in Deutschland sehr einflussreich war.
Zur Klärung der Frage, ob die „Schottenheim-Siedlung“ als „völkische“ Siedlung geplant war, müssen die Auswahlkriterien berücksichtigt werden, die von den Bewerbern um einen Siedlerplatz erfüllt werden mussten. Während der ersten Bauphase, die als Fürsorgemaßnahme für Erwerbslose gedacht war, mussten die arbeitslosen Bewerber verheiratet sein und handwerkliche und gärtnerische Kenntnisse vorweisen, um den eigenständigen Hausbau sicherzustellen und die Bewirtschaftung des Gartens zu gewährleisteten. Eine eigens gegründete Genossenschaft, die „Gemeinschaftshilfe der Siedler“ stand als  Helfer zur Verfügung. Dort mussten alle Mitglied werden, deren Häuser durch städtische Darlehen vorfinanziert wurden. Trotz der Belastungen sollte die Wiedereingliederung des Mannes in das Wirtschaftsleben angestrebt werden. Damit war klar, dass die Ehefrauen einen eventuellen Beruf aufgeben mussten, zumal das Ehepaar während der dreijährigen Probezeit auch Kinder bekommen haben sollte. wobei eine hohe Kinderzahl durch finanzielle Anreize gefördert wurde.
Zur Aufnahme in die Siedlergemeinschaft mussten ein Fragebogen ausgefüllt und ein Lebenslauf vorgelegt werden. Alle Angaben wurden von der Stadtverwaltung und der Gestapo überprüft. Die Aufnahme erfolgte durch den Bürgermeister in einem persönlichen Gespräch, bei dem ein Gesundheitsnachweis vorgelegt werden musste, aus dem auch die „arische“ Abstammung zu ersehen war. Damit ist klar, dass die Siedlung als eine „völkische“ Siedlung bezeichnet werden kann. Das wird auch durch weitere Befunde gestützt, wie beispielsweise die Benennung der Schule als Hans Schemm-Schule nach dem NSDAP-Gauleiter, oder die durch Bürgermeister Schottenheim selbst vorgenommene Besetzung von Stellen mit Ärzten, Lehrern und Kindergärtnerinnen, die „Nationalsozialisten der Gesinnung und der Tat“ waren und von denen er erwartete, dass sie die Jugendlichen zu Nationalsozialisten erziehe, die erkennen, dass der Einzelne nichts zählt, die Gesamtheit aber alles ist.
Ein weiteres, noch heute erkennbares Indiz dafür, dass nationalsozialistische Vorstellungen den damaligen Lebensalltag prägten, ist die Tatsache, dass die Namen aller Straßen der Siedlung an Deutschlands einstige Größe erinnern sollten und deshalb nach Gebieten und Städten benannt wurden, die nach der Niederlage im Ersten Weltkrieg 1918 verloren gegangen waren, wie beispielsweise der mit „Hitler-Linden“ bepflanzte Platz „Danziger Freiheit“, die „Kattowitzer Straße“, die „Siebenbürgenerstraße“ und viele andere.

#### Rückschau und Verklärung
Bei Befragungen von ehemaligen Siedlern der Konradsiedlung und deren Kindern gegen Ende der 1980er Jahre ergab sich der Eindruck, dass die ehemaligen Bewohner die Teilnahme am Aufbau und am Leben in der Siedlung als einen sozialen Aufstieg empfunden hatten, der von Bürgermeister Schottenheim ermöglicht worden war. Schottenheim galt dementsprechend als sozialer Wohltäter, der getäuscht worden war und wie viele andere auf die nationalsozialistische Bewegung hereingefallen war. Es ist deshalb nicht verwunderlich, dass es schon 1952 Vorschläge gab, den ungeliebten neuen Namen „Konradsiedlung“ aufzugeben und die Siedlung wieder nach dem Bürgermeister Schottenheim zu benennen.
Bei der Befragung wurden negative Erinnerungen, wie hohe finanzielle Mehrbelastungen durch Tilgungszahlungen und Möbelkauf, lange Arbeitswege und mühsame Selbstversorgung durch Gartenarbeit, wurden nur schwach erinnert. Entschädigung für alle Mühen bot der Besitz eines Grundstücks mit Wohnhaus, auch wenn das Haus bereits nach  dem Kriegsende 1945 meist aufwändig renoviert werden musste, was von der Kindergeneration nicht erinnert wurde. In den Folgejahren wurde das Eigenheim zu einem bestimmenden Wohnleitbild und die Konradsiedlung zu einem normalen Wohngebiet. In der Rückschau wurden die von den Siedlern erzwungenen Gemeinschaftsleistungen als freiwillige, solidarische Handlungen verklärt, die dann in der Nachkriegszeit in Form von Siedlerfesten und anderen Gemeinschaftsaktionen nahtlos fortgesetzt werden konnten, zumal die Siedlung von Kriegsschäden verschont blieb und keine nationalsozialistische Kultbauten hatte, die Aufsehen erregten. Die Siedler hatten in ihrer Nachbarschaft auch keine Deportationen erlebt, da von der NSDAP verfolgte Personen beim Siedler-Auswahlverfahren gar nicht berücksichtigt wurden. So wurde in der Siedlergemeinschaft aus dem anrüchigen NSDAP-Begriff „Volksgemeinschaft“ der neutrale Begriff „Gemeinschaft“ mit dem man versuchte, sich in die Tradition des genossenschaftlichen Wohnungsbaus der Arbeiterbewegung zu stellen.

#### Verkehrsanbindung, Ausbau der Siedlung, Entwicklung
1953 erfolgte mit dem neu eingerichteten Oberleitungsbus Regensburg, der vom Platz Danziger Freiheit zum Bahnhof fuhr, die Anbindung der Konradsiedlung an das öffentliche Nahverkehrsnetz. Ab 1963 verkehrten dann normale Omnibusse.
Mit Verzögerung kam 1957 in Regensburg die  1933 entstandene Charta von Athen (Denkmalpflege) zur Anwendung, ein für die Stadtplanung wichtiges Architekturmanifest. In der Charta wurde Stadtplanern empfohlen, bei der Schaffung von Wohnraum nicht nur platzsparende Hochhäuser innerhalb von Städten zu bauen, sondern auch gesundes Bauen in besten Lagen mit Licht Luft und Sonne außerhalb von dichtbesiedelten Altstädten ins Auge zu fassen  und mit Spiel- und Sportanlagen auszurüsten. Die Umsetzung der Charta in Regensburg erfolgte in mehreren dicht besiedelten Wohngebieten, darunter auch in der Konradsiedlung. Dort entstanden in den Jahren 1962 bis 1967 über 900 Wohnungen in Hochhäusern und viergeschossigen Wohnblocks, die durch ein eigenes Heizwerk mit Wärme und Warmwasser versorgt wurden. Auch die zugehörige Infrastruktur mit Postamt und Versorgungsgeschäften wurde geschaffen und auch 45 Kinderspielplätze mit Kindergarten und Kirche.
Ab 1970 wurden, unter anderem mit Hilfe der kommunistisch inspirierten Stadtteilzeitung Der Konradsiedler des Arbeiterbundes für den Wiederaufbau der KPD beziehungsweise seiner örtlichen Vorläuferorganisation, der Sozialistischen Betriebsgruppe Regensburg, Bürgerinitiativen gegründet, die sich für die Siedlergemeinschaft in der Konradsiedlung-Wutzlhofen einsetzten in Fragen der Gemeinschaft und sich engagierten bei Problemen des Umweltschutzes, verursacht durch das Kalkwerk Buechl, wobei man versuchte, sich mit den Beschäftigten des Kalkwerkes zu verbünden.

## Sehenswürdigkeiten
Kapelle in Wutzlhofen
Die Kapelle fasst bis 20 Gottesdienstbesucher und steht an der Stelle einer älteren Rastkapelle von ca. 1650. Die Planung des Neubaus begann 1867, 1870 wurde die Kapelle von den Wutzlhofener Bürgern ohne Erlaubnis der des Pfarrers von Sallern umgebaut und erweitert und der Umbau erst nachträglich neugeweiht. Es handelt sich um einen traufständigen Satteldachbau in spätklassizistischem Stil. Im Altarraum befindet sich eine hochwertige Madonna Immaculata, vermutlich von Simon Sorg (1719–1792), sowie weitere kleinere sakrale Statuen und Gegenstände. An der Kapelle sind Kriegerdenkmäler angebaut, ein Feldkreuz befindet sich in der Nähe. Die Kapelle ist Zentrum kirchlicher Feiern im Dorf und wird von den Dorfeinwohnern (v. a. Familien Götzfried und Schmalzl) gepflegt.

## Galerie

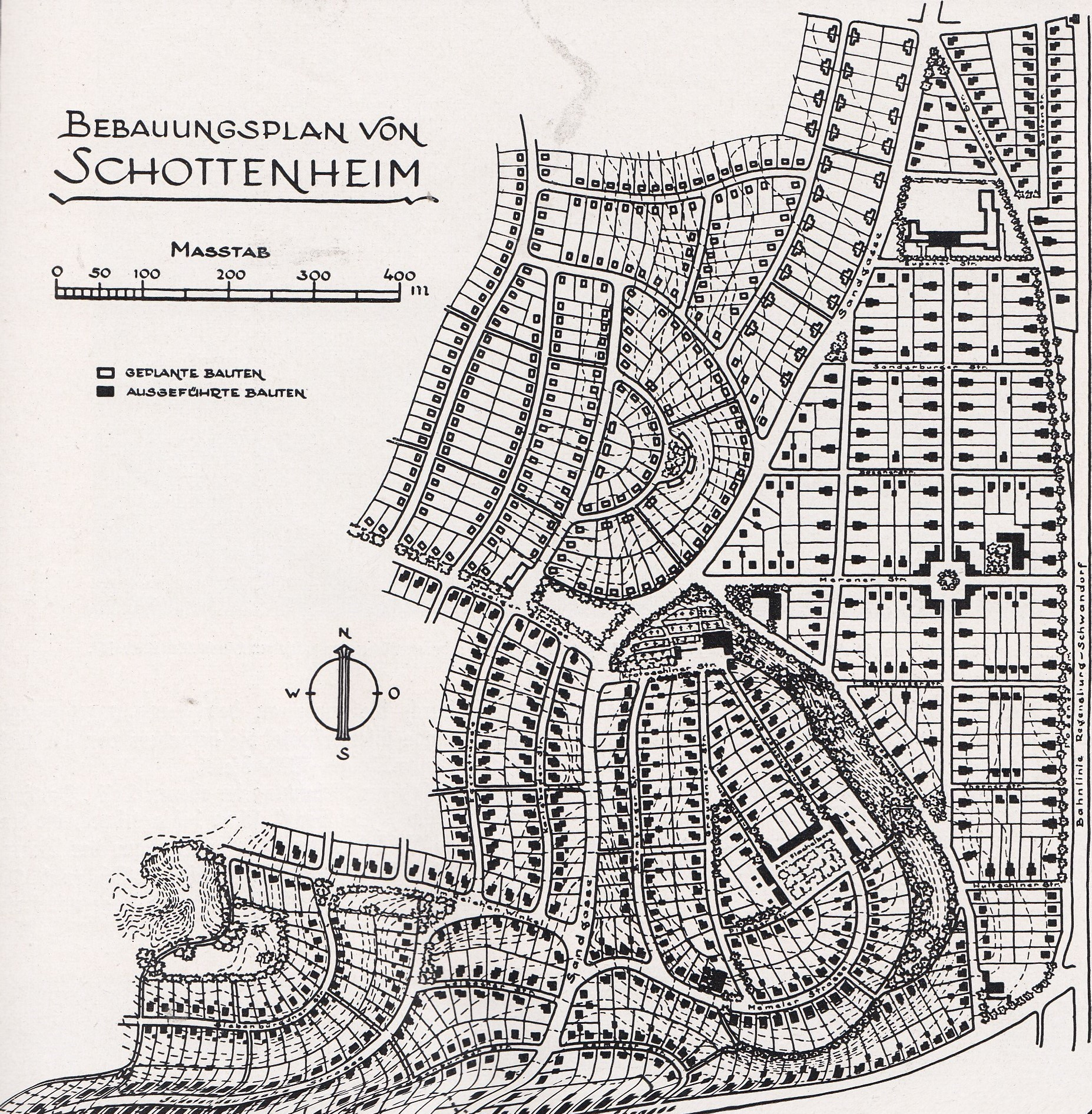
Bauplan ca. 1934, archiviert im Ida-Seele-Archiv
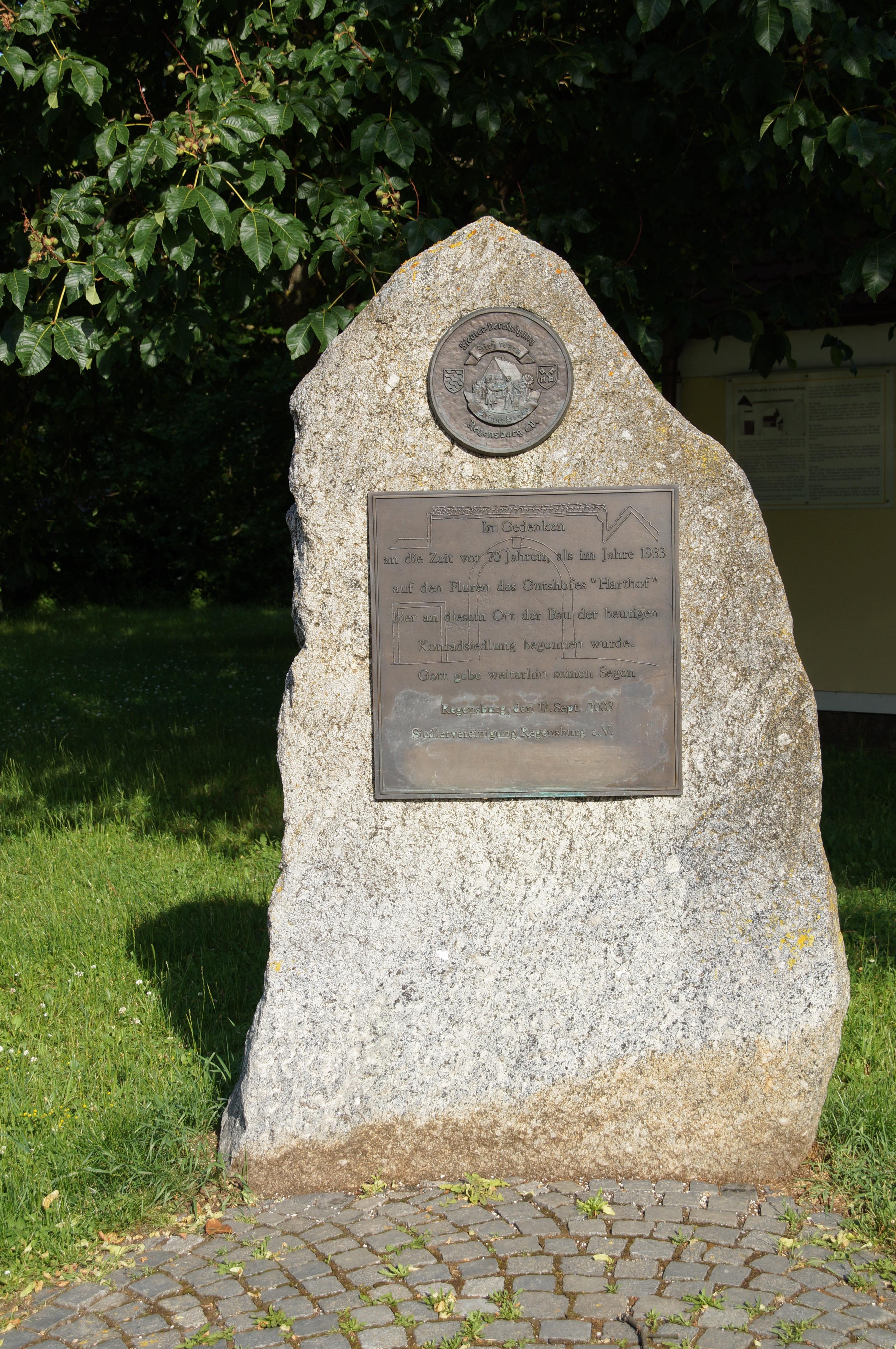
Gedenkstein zum 70. Jahrestag der Gründung der Konradsiedlung
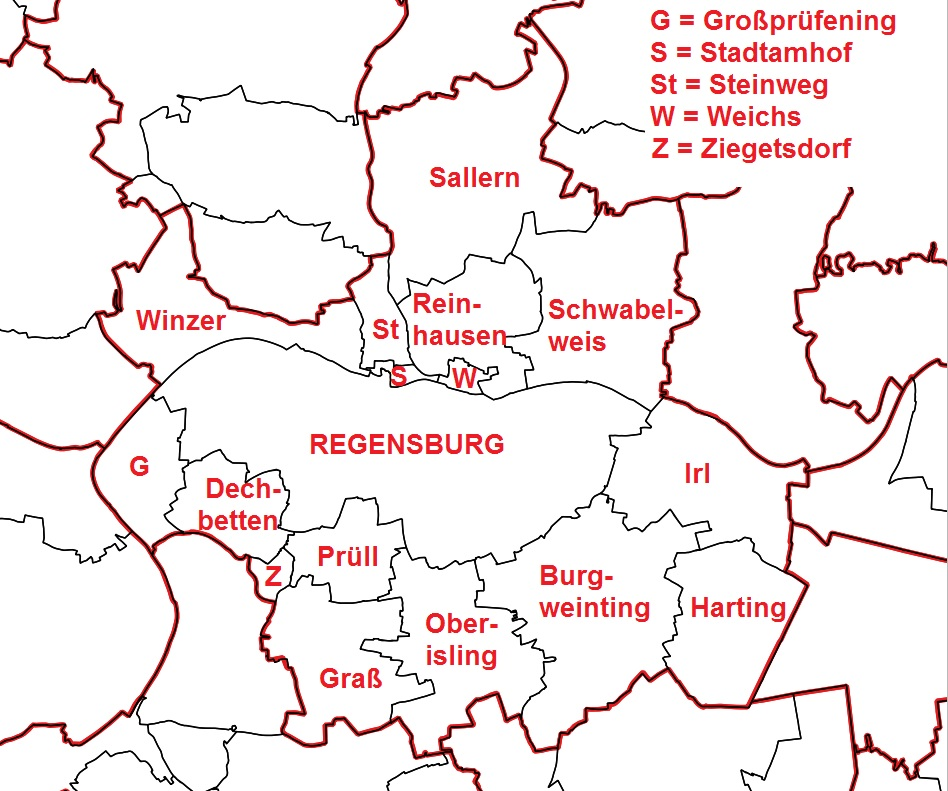
Regensburg Gemarkungen
Regensburg Stadtbezirke

## Persönlichkeiten
- Joseph Schrembs (* 12. März 1866 in Wutzlhofen; † 2. November 1945 in Cleveland (Ohio)), Erzbischof von Cleveland, Ohio, USA.